# Tajik Cup 2024
Der Tajik Cup 2024 war die 33. Saison eines K.-o.-Fußballwettbewerbs in Tadschikistan. Das Turnier wurde von der Tajikistan Football Federation organisiert. Der Wettbewerb begann mit dem Achtelfinale am 27. Juli 2024 und endete mit dem Finale am 20. Oktober 2024. Titelverteidiger war der FC Istiklol.

## Termine
| Runde         | Datum                               |
| ------------- | ----------------------------------- |
| Achtelfinale  | 27. Juli 2024 bis 4. August 2024    |
| Viertelfinale | 23. August 2024 bis 30. August 2024 |
| Halbfinale    | 24. September 2024 10. Oktober 2024 |
| Finale        | 20. Oktober 2024                    |

## Achtelfinale
Die Hinspiele fanden am 27./28./29. Juli 2024 statt. Die Rückspiele fanden am 2./3./4. August 2024 statt.
|                  | Gesamt |                 | Hinspiel | Rückspiel |
| ---------------- | ------ | --------------- | -------- | --------- |
| Dushanbe         | 2:7    | FK Istaravshan  | 1:3      | 1:4       |
| Barqchi Hisor    | 2:5    | Regar TadAZ     | 2:3      | 0:2       |
| Kuktosh Rudaki   | 1:4    | FC Khatlon      | 0:3      | 1:1       |
| FC Istiklol      | 14:3   | Eskhata Khujand | 6:1      | 8:2       |
| FK Fayzkand      | 1:13   | FC Khujand      | 1:3      | 0:10      |
| Panjshir Balch   | 0:8    | Ravshan Kulob   | 0:6      | 0:2       |
| Sardor           | 1:5    | Shodmon         | 1:1      | 0:4       |
| Khosilot Farkhor | 0:3    | SSKA Pomir      | 0:1      | 0:2       |

## Viertelfinale
Die Hinspiele fanden am 23./24./25. August 2024 statt. Die Rückspiele fanden am 29./30. August 2024 statt.
|             | Gesamt |                | Hinspiel | Rückspiel |
| ----------- | ------ | -------------- | -------- | --------- |
| Shodmon     | 2:6    | Regar TadAZ    | 0:1      | 2:5       |
| FC Khatlon  | 2:3    | FC Khujand     | 1:1      | 1:2       |
| SSKA Pomir  | 0:1    | Ravshan Kulob  | 0:1      | 0:0       |
| FC Istiklol | 2:1    | FK Istaravshan | 2:1      | 0:0       |

## Halbfinale
Die Hinspiele fanden am 24. September 2024 statt. Die Rückspiele fanden am 10. Oktober 2024 statt.
|             | Gesamt |               | Hinspiel | Rückspiel |
| ----------- | ------ | ------------- | -------- | --------- |
| FC Istiklol | 1:2    | Regar TadAZ   | 0:2      | 1:0       |
| FC Khujand  | 2:1    | Ravshan Kulob | 1:1      | 1:0       |

## Finale
| Datum            |             | Ergebnis |            |
| ---------------- | ----------- | -------- | ---------- |
| 20. Oktober 2024 | Regar TadAZ | 2:1      | FC Khujand |